# Domino (James Bond)
Dominetta Vitali, conhecida apenas como Domino, é uma personagem do livro de James Bond Thunderball, criada pelo escritor britânico Ian Fleming. Levada ao cinema em 1965, a personagem teve seu nome mudado para Dominique "Domino" Derval em Thunderball e foi interpretada pela atriz francesa Claudine Auger. Na segunda adaptação cinematográfica, Never Say Never Again, um filme não-oficial de 1983, ela foi vivida pela atriz Kim Basinger, com o nome de Domino Petachi.

## Domino no livro
Batizada como Dominetta Petacchi, ela é uma italiana que estuda artes dramáticas em Londres até voltar para a Itália, forçada pela morte dos pais, e torna-se atriz, passando a usar o sobrenome artístico de Vitali. Na Itália, vira protegida do milionário Emilio Largo, de quem diz ser apenas um guardião, sem relações.
Domino encontra James Bond em Nassau, nas Bahamas, quando ele investiga Largo, um dos líderes da SPECTRE, pelo desaparecimento de armas nucleares e de um avião-bombardeiro. Domino acredita que toda vez que Largo e seus homens saem para o mar, sem levá-la, eles estão atrás de um tesouro. Depois desse primeiro encontro no mar, Bond e Domino encontram-se novamente no cassino, onde ela diz a ele estar cansada de viver na gaiola dourada em que Largo a mantém e de ser usada por ele.
Ela conta a Bond que seu irmão, o piloto Giuseppe Petacchi, está desaparecido. Bond descobre que ele era o piloto do bombardeiro raptado pela SPECTRE  e foi assassinado por Largo e seus homens. Bond prova o fato a Domino e a conquista como aliada no plano de matar Largo e recuperar as armas atômicas, espionando-o. Domino volta ao iate de Largo com um contador Geiger dado por 007 para medir a radioatividade, mas é descoberta e presa. Largo a tortura usando cigarros acesos como calor e gelo com frio.
No fim do livro, Domino escapa de Largo enquanto ele tenta levar avante seu plano, mas quando o chefe da SPECTRE está prestes a matar Bond no barco, ela aparece de surpresa e mata Largo com um tiro de arpão, vingando a morte do irmão.

## Domino no filme de 1965
Em 1965, Thunderball foi o quarto filme da série de 007 levado às telas, no Brasil como 007 contra a Chantagem Atômica e em Portugal como 007 - Operação Relâmpago. Nele, Domino tem o sobrenome de Derval e é a amante-protegida do vilão Emilio Largo. Sua primeira aparição é nadando submersa em Nassau, quando seu pé fica preso em algo no leito do mar e Bond, também nadando, a liberta e sobem à superfície até o barco em que ela estava. Ela agradece a Bond, que tenta entabular conversa mas é rejeitado. Depois de voltar a seu barco, onde estava com Paula Caplan, agente aliada de Bond em Nassau, ele volta a procurar Domino e os dois acabam almoçando na praia. À noite, no cassino, voltam a se encontrar, quando Domino está em companhia de Emilio Largo.
No dia seguinte, Bond visita Largo em sua mansão, Palmyra, e reencontra Domino nadando na piscina  mas ela se retira para almoçar e deixa os dois a sós. Mais tarde depois de se encontrarem numa festa de rua tradicional da cidade, Domino diz a Bond que Felix Leiter, o agente da CIA, está tentando um contato com ele. Bond deixa Domino e Leiter e vai em busca de sua assistente Paula Caplan, que foi raptada por Fiona Volpe, a capanga de Largo, e a encontra morta.
Encontrando-se novamente no mar dia seguinte, Bond e Domino fazem amor sob as águas e de volta à praia Bond lhe conta tudo que sabe sobre seu irmão, assassinado por Largo, e sobre o fanático plano de provocar um holocausto nuclear com as armas roubadas pela SPECTRE. Domino ajuda Bond a matar Vargas, o capanga de Largo, e volta ao "Disco Volante", o iate do milionário, para espionar para Bond. Descoberta, é presa e torturada por Largo.
Depois ela escapa da cabine onde se encontrava presa e quando da luta final entre Bond e Largo no iate, quando 007 está a ponto de ser morto pelo vilão, Domino o mata com um tiro de arpão nas costas, vingando o irmão e salvando Bond. Os dois pulam do iate quando ele, sem controle, bate nas rochas e explode, e na última cena do filme, vagando num bote salva-vidas, são resgatados por Leiter e pela CIA, com um gancho jogado por um avião da Marinha e atracado no bote, que os carrega juntos pelos ares.

### Atriz
A francesa Claudine Auger, Miss França Mundo 1958, aos 17 anos de idade, e já tendo filmado com o diretor Jean Cocteau, foi a escolhida por Albert Broccoli e Harry Saltzman, produtores da série, para o papel de Domino Derval; a personagem, porém, seria interpretada por Raquel Welch, que já de contrato assinado só não fez o papel no cinema porque produtores de Hollywood amigos de Broccoli pediram que ela fosse liberada para poder estrelar o filme Viagem Fantástica, que a lançou ao estrelato em 1966. Faye Dunaway – que recusou – e a britânica Julie Christie também foram consideradas após Welch, mas Broccoli ficou tão impressionado pela beleza de Claudine Auger quando a conheceu, indicada pelo roteirista  Kevin McClory, que mudou a nacionalidade e o nome da personagem, originalmente uma italiana chamada Dominetta Petacchi, para se adequar a Auger. Apesar de falar bom inglês e ter boa voz, no filme ela é dublada por Nikki van der Zyl, que também dublou diversas outras bond-girls.

## Domino no filme de 1983
Na refilmagem de Thunderball feita em 1983 com o nome de 007 - Nunca Mais Outra Vez (Never Say Never Again), por produtores diferentes dos oficiais dos filmes de James Bond [i] mas com Sean Connery no papel do espião, Domino reaparece como Domino Petachi, o mesmo sobrenome do livro com menos um "C". Largo, agora com o nome de Maximiliano, ao invés de ser apenas um guardião, é o amante de longo tempo dela.
Domino e Bond encontram-se pela primeira vez num spa em Monte Carlo, quando ele se passa por massagista e a massageia, o que dá imenso prazer a ela, sem saber que ele não é o que diz ser. Eles se encontram mais tarde no cassino quando Bond se apresenta e os dois bebem juntos, até serem interrompidos por Largo. Eles dançam brevemente até Bond dizer-lhe que seu irmão foi morto.
Largo convida Bond para seu iate e espia os dois se beijando na cabine dela. Ele se vinga deixando Bond para morrer em Palmyra, sua mansão, e coloca Domino à venda como escrava branca para um grupo de árabes. Bond escapa e resgata Domino sendo perseguidos pelos árabes, até se jogarem de cavalo de um penhasco. No mar, são resgatados por Felix Leiter e por uma equipe do MI-6.
O filme tem um final diferente do livro e do filme anterior, quando Domino mata Largo com uma arpoada depois de uma batalha entre os homens do ex-amante e mergulhadores da marinha no fundo do mar, com todos em roupa de mergulho. Ele termina com Bond indicando que quer se retirar do MI-6 e se estabelecer em algum lugar com Domino.
O título do filme veio de uma frase da esposa de Connery, quando ele aceitou fazê-lo, lembrando-lhe que depois de filmar 007 Os Diamantes São Eternos, em 1971, ele disse que nunca mais faria o papel de James Bond novamente.